# Семеновка (Криничанский район)
Семе́новка (укр. Семе́нівка) — село,
Семеновский сельский совет,
Криничанский район,
Днепропетровская область,
Украина.
Код КОАТУУ — 1222086001. Население по переписи 2001 года составляло 1303 человека.
Является административным центром Семеновского сельского совета, в который, кроме того, входят сёла
Весёлая Роща,
Котляровка,
Любимовка,
Любомировка,
Подгорное и
Прапор.

## Географическое положение
Село Семеновка находится на расстоянии в 1,5 км от сёл Любомировка и Прапор,
в 8 км от города Верховцево.
По селу протекает пересыхающий ручей Савранка с запрудой.

## Происхождение названия
В начале XIX века, до 1917 года в селе жили два пана, пан Семен и пан Мирон, их владения делил овраг (балка Савранка), поэтому село состояло из двух частей: Семеновка и Мироновка.

## История
- 1691 — дата первого упоминания.

## Экономика
- «Поле», ООО.

## Объекты социальной сферы
- Школа.
- Детский сад.
- Больница.
- Дом культуры.

## Достопримечательности
- В селе Семеновка есть памятник архитектуры — каменная церковь, построенная в 1812 году.
- Братская могила советских воинов.